# Фердинанд Георг Фробенијус
Фердинанд Георг Фробенијус (26. октобар 1849—3. август 1917) је био немачки математичар, познат по значајним доприносима теорији група, теорији елиптичких функција и диференцијалним једначинама. Познат је по развоју теорије квадратичних форми и по Фробенијус-Штикелбергеровој формули за елиптичке функције. Први је увео појам рационалних апроксимација функција, данас познат као Падеова апроксимација. Први је потпуно доказао Кејли-Хамилтонову теорему. 

## Биографија
Фердинанд Фробенијус је рођен 26. октобра 1849. у Шарлотенбургу, богатом предграђу Берлина. Отац му је био протестантски парох. Уписао је 1860. гимназију Јоахимстал. Матурирао је 1867. и исте године уписао се на Универзитет у Гетингену. У Гетингену је студирао само један семестар и онда се вратио у Берлин. На Универзитету у Берлину похађао је предавања Карла Вајерштраса, Леополда Кронекера и Ернста Кумера. Докторирао је 1870. под менторством Карла Вајерштраса тезом о решавањима диференцијалних једначина. Након доктората предаво је у гимназији и у реалној школи. Током 1874. примљен је на Универзитет у Берлину као ванредни професор. Ту се задржао годину дана и онда је отишао у Цирих, где је на Циришкој политехници био примљен као редовни професор. У Цириху је радио од 1875. до 1892. У Цириху је постигао значајне резултате у различитим подручјима математике. Када је Леополд Кронекер умро крајем 1891. у Берлину Карл Вајерштрас је сматрао да је Фробенијус достојан упражњенога места професора. Вајерштрасов утицај је био пресудан да Фробенијус добије ту позицију. Фробенијус се 1893. вратио у Берлин, где је био изабран и за члана Пруске академије наука.

## Теорија група
У свом раду у оквиру теорије група Гробенијус је комбиновао теорију алгебарских једначина, теорију бројева и алгебру. Заједно са колегом из Цириха Штикелбергом објавио је 1879. рад О групама пермутационих елемената (Über Gruppen von vertauschbaren Elementen). У том раду доказао је структурни теорем коначних Абелових група. Током 1884. објавио је рад у коме је доказао Силов теорем за абстрахтне групе. Осмислио је теорију групних карактера и репрезентације група, што је од фундаменталнога значаја у проучавању структуре група. На основу тога рада осмислио је појам Фробенијусова реципроцитета и Фробенијусових група. 

## Математички појмови прозвани по Фробенијусу
Фробенијусова норма се дефинише као:
{\displaystyle \|A\|_{F}={\sqrt {\sum _{i=1}^{m}\sum _{j=1}^{n}|a_{ij}|^{2}}}={\sqrt {\operatorname {trace} (A^{{}^{*}}A)}}={\sqrt {\sum _{i=1}^{\min\{m,\,n\}}\sigma _{i}^{2}}}}
По Фробенијусу називају се:
- Фробенијусов метод
- Фробенијусова матрица
- Фробенијусова неједначина
- Фробенијусова група
- Фробенијусова норма
- Фробенијусова теорема
- Фробенијусов полином
- Фробенијусова факторизација
- Перон-Фробенијусов оператор
- Фробенијус-Перонова теорема
- Фробенијусов хомомофризам комутативне алгебре
- Фробенијусов критериј интеграбилности
- Руш-Фробенијусова теорема позната и као Кронекер-Капелијева теорема